# Czech International 2011
Die Czech International 2011 im Badminton fanden vom 29. September bis zum 2. Oktober 2011 in Brno, Tschechien, statt. Das Preisgeld betrug 15.000 US-Dollar. Das Turnier hatte damit ein BWF-Level von 4A.

## Sieger und Platzierte
| Disziplin    | Gold                                 | Silber                             | Bronze                              |
| ------------ | ------------------------------------ | ---------------------------------- | ----------------------------------- |
| Herreneinzel | Przemysław Wacha                     | Petr Koukal                        | Arvind Bhat                         |
| Herreneinzel | Przemysław Wacha                     | Petr Koukal                        | Hsu Jen-hao                         |
| Dameneinzel  | Kristína Gavnholt                    | Arundhati Pantawane                | Karoliine Hõim                      |
| Dameneinzel  | Kristína Gavnholt                    | Arundhati Pantawane                | Sashina Vignes Waran                |
| Herrendoppel | Adam Cwalina Michał Łogosz           | Vitaliy Durkin Alexandr Nikolaenko | Liang Jui-wei Liao Kuan-hao         |
| Herrendoppel | Adam Cwalina Michał Łogosz           | Vitaliy Durkin Alexandr Nikolaenko | Huang Po-yi Lu Chia-bin             |
| Damendoppel  | Valeria Sorokina Nina Vislova        | Nicole Grether Charmaine Reid      | Jillie Cooper Kirsty Gilmour        |
| Damendoppel  | Valeria Sorokina Nina Vislova        | Nicole Grether Charmaine Reid      | Sanne Ekberg Amanda Högström        |
| Mixed        | Alexandr Nikolaenko Valeria Sorokina | Gert Künka Amanda Högström         | Zvonimir Đurkinjak Staša Poznanović |
| Mixed        | Alexandr Nikolaenko Valeria Sorokina | Gert Künka Amanda Högström         | Ronan Labar Laura Choinet           |

## Finalresultate
| Disziplin    | Sieger                               | Finalist                           | Ergebnis         |
| ------------ | ------------------------------------ | ---------------------------------- | ---------------- |
| Herreneinzel | Przemysław Wacha                     | Petr Koukal                        | 21 – 19, 21 – 16 |
| Dameneinzel  | Kristína Gavnholt                    | Arundhati Pantawane                | 21 – 10, 21 – 18 |
| Herrendoppel | Adam Cwalina Michał Łogosz           | Vitaliy Durkin Alexandr Nikolaenko | 21 – 13, 21 – 16 |
| Damendoppel  | Valeria Sorokina Nina Vislova        | Nicole Grether Charmaine Reid      | 21 – 10, 21 – 16 |
| Mixed        | Alexandr Nikolaenko Valeria Sorokina | Gert Künka Amanda Högström         | 21 – 15, 21 – 12 |